# Eidgenössisches Personalamt
Das Eidgenössische Personalamt EPA (französisch Office fédéral du personnel OFPER, italienisch Ufficio federale del personale UFPER, rätoromanisch Uffizi federal da persunal UFPER) ist eine Bundesbehörde der Schweizerischen Eidgenossenschaft.
Es ist ein Bundesamt des Eidgenössischen Finanzdepartements (EFD).

## Aufgaben
Das Eidgenössische Personalamt ist verantwortlich für die Personalpolitik der schweizerischen Bundesverwaltung. Es entwickelt Grundlagen und Instrumente zur Steuerung, Weiterentwicklung und Koordination des Personalwesens der Bundesverwaltung mit ihren rund 38 000 Mitarbeiterinnen und Mitarbeitern.
Die Aufgaben des Eidgenössischen Personalamts:
- Vorbereitung der personalpolitischen Geschäfte des Bundesrates
- Beratung der Departemente und Verwaltungseinheiten bei der Umsetzung der Personalpolitik
- Ausgestaltung des Bundespersonalrechts und des Lohnsystems
- Steuerung der Personalaufwände des Bundes mit bundesweiten Instrumenten und Vorgaben
- Personalcontrolling und -reporting: Berichterstattung zuhanden verschiedener Instanzen (Bundesrat, Parlament etc.)
- Arbeitsmarktanalyse, Employer Branding und Recruiting
- Betrieb eines Aus- und Weiterbildungsangebots für alle Mitarbeitenden der Bundesverwaltung
- Erarbeitung von Instrumenten für die Personal- und Kaderentwicklung
- Koordination der beruflichen Grundbildung in der Bundesverwaltung
- Sicherstellung der Chancengleichheit beim Bundespersonal: Gleichstellung der Geschlechter; Berücksichtigung von Mitarbeitenden unterschiedlicher Generationen, Sprachen oder Kulturen; Integration von Menschen mit Behinderungen
- Ausgestaltung und Betrieb der zentralen Personalinformationssysteme der Bundesverwaltung
- Zentrale Personaldienstaufgaben für die Ämter des Eidgenössischen Finanzdepartements (EFD)
- Sicherstellung eines betrieblichen Gesundheitsmanagements für die Bundesverwaltung
- Information der Mitarbeitenden der Bundesverwaltung
- Externe Kommunikation und Kontaktpflege zu den Medien und zur Öffentlichkeit
- Kontaktpflege zu den Sozialpartnern
- Spezialisierte betriebliche Beratung für Mitarbeitende, Vorgesetzte und HR-Fachpersonen der Bundesverwaltung (Personal- und Sozialberatung der Bundesverwaltung PSB)

## Organisation
Das Eidgenössische Personalamt (EPA) besteht aus drei Geschäftsbereichen und der Direktion. Administrativ ist dem EPA auch die Vertrauensstelle für das Bundespersonal angegliedert.

### Direktion
- Stab und Kommunikation
- Rechtsdienst
- Personaldienst
- Personal- und Sozialberatung der Bundesverwaltung

### Grundlagenentwicklung und Ausbildungszentrum
- Personalpolitische Projekte und Diversity
- Personalmarketing und Gesundheit
- Aus- und Weiterbildung Mitarbeitende
- Aus- und Weiterbildung Informatik
- Aus- und Weiterbildung Kader und HR-Fachleute
- Berufliche Grundbildung
- Fachstelle E-Learning

### Personalwirtschaft und Controlling
- Personalwirtschaft und Budgetierung
- Personalcontrolling
- Vergütungsmanagement
- Finanzdienst

### Personaldatenmanagement und Zentrale Dienste
- Competence Center Human Resources (CCHR)
- Dienstleistungszentrum Personal EFD (DLZ Pers EFD)
- Service-Center
- IT-Integrationsmanagement und -Sicherheit

## Personalbestand ab 2001
| Jahr | Vollzeitstellen |
| ---- | --------------- |
| 2001 | 90              |
| 2002 | 90              |
| 2003 | 89              |
| 2004 | 89              |
| 2005 | 90              |
| 2006 | 94              |
| 2007 | 89              |
| 2008 | 93              |
| 2009 | 103             |
| 2010 | 109             |
| 2011 | 113             |
| 2012 | 119             |
| 2013 | 126             |
| 2014 | 135             |
| 2015 | 135             |
| 2016 | 134             |
| 2017 | 130             |
| 2018 | 131             |
| 2019 | 132             |
| 2020 | 129             |
| 2021 | 134             |
| 2022 | 132             |
| 2023 | 132             |
| 2024 | 133             |